# Beas de Segura, Jaén
Beas de Segura este un oraș din Spania, situat în provincia Jaen din comunitatea autonomă Andaluzia. Are o populație de 5.467 de locuitori.

## Personalități născute aici
- Joselito (n. 1943), actor, cântăreț.

1. ↑  Nomenclátor Geográfico de Municipios y Entidades de Población (20240402 edition)